# 杓唇石斛
杓唇石斛（学名：Dendrobium moschatum），为兰科石斛属下的一个植物种。